# Hans Leonhard Schäufelein
Hans Leonhard Schäufelein (Norimberga, 1480 – Nördlingen, 1540) è stato un pittore tedesco.

## Biografia

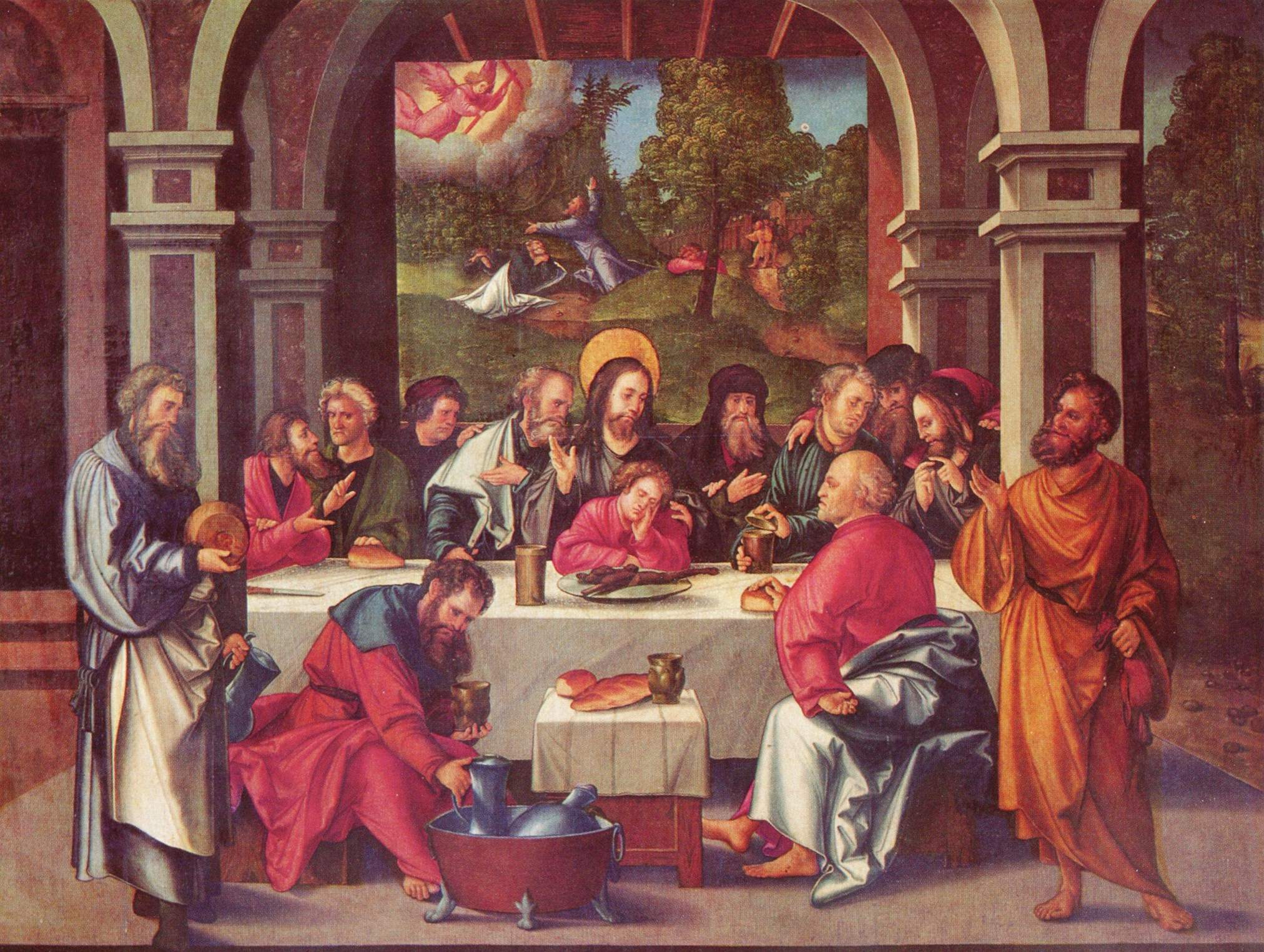
Abendmahl (Eucaristia), dipinto di Hans Leonhard Schäufelein

Della sua vita si conosce poco. Studiò probabilmente con Michael Wolgemut e divenne poi allievo di Albrecht Dürer, con cui collaborò durante gli anni 1503-1507, cercando in seguito di imitarlo nelle sue opere.
Durante la sua carriera come pittore si spostò ad Augusta. Qui, negli anni 1507-1508, lavorò con Hans Holbein il Vecchio e poi viaggiò a Nördlingen, dove rimase sino alla morte. Negli anni tra il 1508 e il 1510 eseguì diversi lavori nell'odierna provincia di Bolzano.